# Del Bonita
Del Bonita ist ein unselbständiger Weiler in Kanada. Er liegt im Süden der Provinz Alberta innerhalb des Bezirks Cardston County.
Der Ort hat 20 Einwohner.
Aufgrund seiner Lage in der Nähe der Grenze zwischen Kanada und den Vereinigten Staaten gibt es im Ort eine Zollabfertigung für den Warenverkehr in den US-Bundesstaat Montana für den Grenzübergang Del Bonita, der 3 km südlich liegt.

## Ortsname
Der Ortsname ist spanischen Ursprungs und wird mit „der Hübschen“ übersetzt.

## Lage
Del Bonita liegt etwa 49 km südlich der Kleinstadt Magrath an der Kreuzung des Alberta Highway 62 und des nachrangigen Highway 501 auf einer Höhe von 1305 m. Durch den Ort fließt der Shanks Creek, der in den Shanks Lake und weiter östlich in den Milk River mündet.

## Verkehr
Der internationale Flughafen Del Bonita/Whetstone International (FAA LID: H28, TC LID: CEQ4) liegt vier Kilometer südlich der Siedlung, an der Grenze zwischen Kanada und den Vereinigten Staaten auf amerikanischem Territorium. Die Landebahn liegt exakt auf der Grenze zwischen Kanada und den Vereinigten Staaten, mit Anflugrouten auf beiden Seiten der Grenze.

## Sehenswürdigkeiten
In Del Bonita gibt es ein kleines Museum in Form einer Geisterstadt. In dieses wurden auch verschiedene Gebäude und Gebäude aus der Geisterstadt Whiskey Gap versetzt. Zu sehen sind ein Gemeindesaal, ein Gemischtwarenladen, drei Wohnhäuser, eine Kirche sowie eine Privatschule.

## Nachweise
1. ↑  Specialized and Rural Municipalities and Their Communities. (PDF) Alberta Municipal Affairs, 23. Januar 2023, abgerufen am 7. März 2023 (englisch).
2. ↑  Updated Population of Places on the Alberta Road Map with less than 50 People. In: Alberta Official Road Maps. Alberta Official Road Maps, abgerufen am 27. Oktober 2020 (englisch).
3. ↑  Alberta Tourism, Parks and Recreation (Hrsg.): Your Official Road Map of Alberta.  [Karte]. 2014 (englisch).
4. ↑  Ghost Town For Sale. Abgerufen am 27. Oktober 2020 (englisch).